# Baldisholtapeten

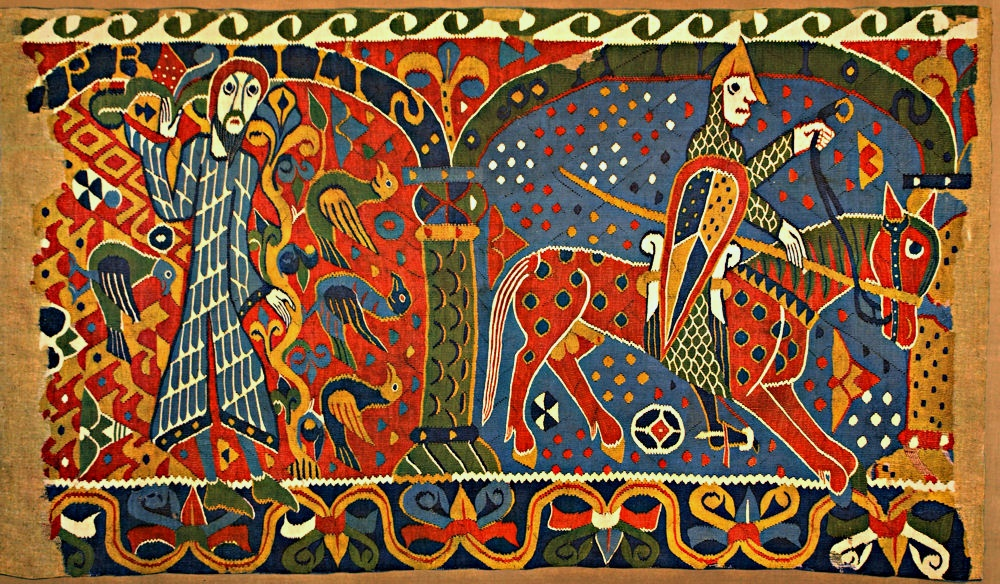
Baldisholtapeten.

Baldisholtapeten är en 2 m lång och 1,2 m hög bildvävnad utförd i haute-lisse-teknik och funnen i Baldishols kyrka i Norge. Den förvaras nu i Konstindustrimuseet i Oslo. Den är troligen vävd i mitten av 1100-talet och därmed en av världens äldsta bevarade bildvävnader.

## Historia
Man kan inte med säkerhet säga hur vävnaden kommit till, men förmodligen är den inspirerad av europeisk kontinental konst från den aktuella tiden. Stilen antyder att den kan vara vävd i norra Frankrike eller England, men kan också ha vävts i Norge. Snitt och mönster på tapeten kan tyda på att den tillkommit i Norge. Dessutom ger inramningen intryck av en något tidigare tidpunkt än den som vävnaden daterats till, mellan 1180 och 1200. Detta kan emellertid även tyda på att man avbildat den fortfarande förekommande krigsutstyrseln i det perifera Norge, medan man i England och norra Frankrike bar nyare utrustning.
Namnet kommer från Baldishol kyrka i Nes i Ringsaker. Den hittades 1879, då 1600-talskyrkan där revs. Tapeten var en av de många saker som såldes på auktion i samband med rivningen. Familjen Kildal på en granngård köpte några av objekten och förvarade dem på gården. En släkting, Louise Kildal, som var på besök några år senare, fann bland de sparade föremålen en smutsig gammal trasa, som legat under organistens fotpall till skydd mot drag.
Louise Kildal tog hand om tygstycket, tvättade och strök det, och ur smutsen kom den vackra bildväven fram. Hon hade det hängande i sitt vardagsrum där det upptäcktes av museichefen Henrik Grosch, som såg till att den överfördes till museet, som idag är Konstindustrimuseum i Oslo.
Baldisholtapeten anses idag vara ett av museets värdefullaste objekt. Hur tapeten kom till den lilla kyrkan i Baldishol är okänt, men allt tyder på att den följde med annan gammal inredning från kyrkan i Hovin  på södra sidan av Helgöya år 1612. Där låg den gamla kungsgården, som oftare än någon annan hade besök av kungligheter och personer av hög börd och med stora rikedomar.
Man antar att tapeten är ett fragment av en lång bildsvit, som representerar året tolv månader, där den bevarade delen utgör april och maj. April representeras av en skäggig man i lång rock bredvid ett träd med fåglar som symboliserar att flyttfåglarna har återkommit. Maj visas med en ryttare i rustning, som symboliserar att man då kan rida på marken. Figurerna är placerade under var sin tillplattad rund båge, med delvis oläsliga månadsnamn.
Vävnaden har mycket gemensamt med Bayeuxtapeten i motivbehandlingen. Den senare är emellertid ett broderi som beskriver den normandiska invasionen av England, och inte en bildväv som Baldisholtapeten.
Ryttaren bär en sköld med ett mer heraldiskt motiv än sköldarna på Bayeuxtapeten. Den europeiska heraldiken etablerades i fransktalande områden från ca 1150. Baldisholtapeten är den tidigaste skildringen av vapen i färg i Norge och ryttaren med skölden används som kännetecken av Norsk heraldisk förening.